# Stephania
Stephania é um género botânico pertencente à família Menispermaceae.

## Espécies
| - Stephania aculeata FM Bailey - Stephania bancroftii FM Bailey - Stephania brevipes Craib - Stephania capitata (Blume) Spreng. - Stephania cephalantha Hayata - Stephania corymbosa (Blume) Walp. - Stephania crebra Forman - Stephania elegans Hook.f. & Thomson - Stephania glabra (Roxb.) Miers - Stephania glandulifera Miers - Stephania gracilenta Miers - Stephania hernandiifolia (Willd.) Walp. - Stephania hispidula (Yamamoto) Yamamoto - Stephania japonica (Thunb.) Miers | - Stephania longa Lour. - Stephania merrillii Diels - Stephania oblata Craib - Stephania papillosa Craib - Stephania pierrei Diels - Stephania reticulata Forman - Stephania rotunda Lour. - Stephania sinica Diels - Stephania suberosa L.L.Forman - Stephania subpeltata H.S.Lo - Stephania tetrandra S. Moore - Stephania tomentella Forman - Stephania venosa (Blume) Spreng. |

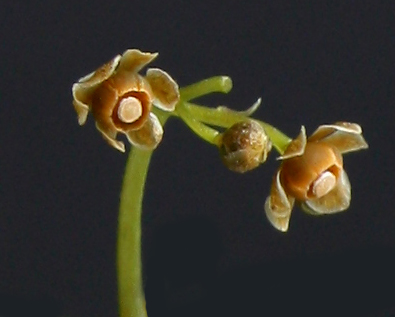
Stephania delavayi

1. ↑  «Stephania — World Flora Online». www.worldfloraonline.org. Consultado em 19 de agosto de 2020